# Heros Cuzari
Heros Cuzari (Mongiuffi Melia, 21 novembre 1919 – Taormina, 31 maggio 1970) è stato un avvocato e politico italiano.

## Biografia
Cuzari è stato un combattente della Seconda guerra mondiale. Ha ricoperto l'incarico di Direttore del Teatro sperimentale di Messina, fu anche autore teatrale drammatico. Giornalista pubblicista, è stato direttore del mensile Rassegna delle attività economiche e d'arte e di Terra sicula. Fu anche presidente dell'Ente Nazionale Zolfi Italiani.
Da politico fu eletto segretario provinciale della Democrazia Cristiana di Messina dal 1953 al 1955 e deputato dell'Assemblea Regionale Siciliana nella III legislatura. Venne poi eletto Senatore in Sicilia nelle liste della Democrazia Cristiana nella IV e nella V Legislatura; a seguito della contestazione dell'elezione a senatore, in quanto incompatibile con la presidenza dell'Ente, lascia quest'ultima carica annunciando le proprie dimissioni il 12 dicembre 1963.
Durante la V legislatura, entra a far parte del Governo Rumor II quale sottosegretario al Ministero dei trasporti e dell'aviazione civile.
Ha fatto parte del Consiglio d'Europa dal 27 gennaio 1969 al 1º maggio 1970.